# Кошик

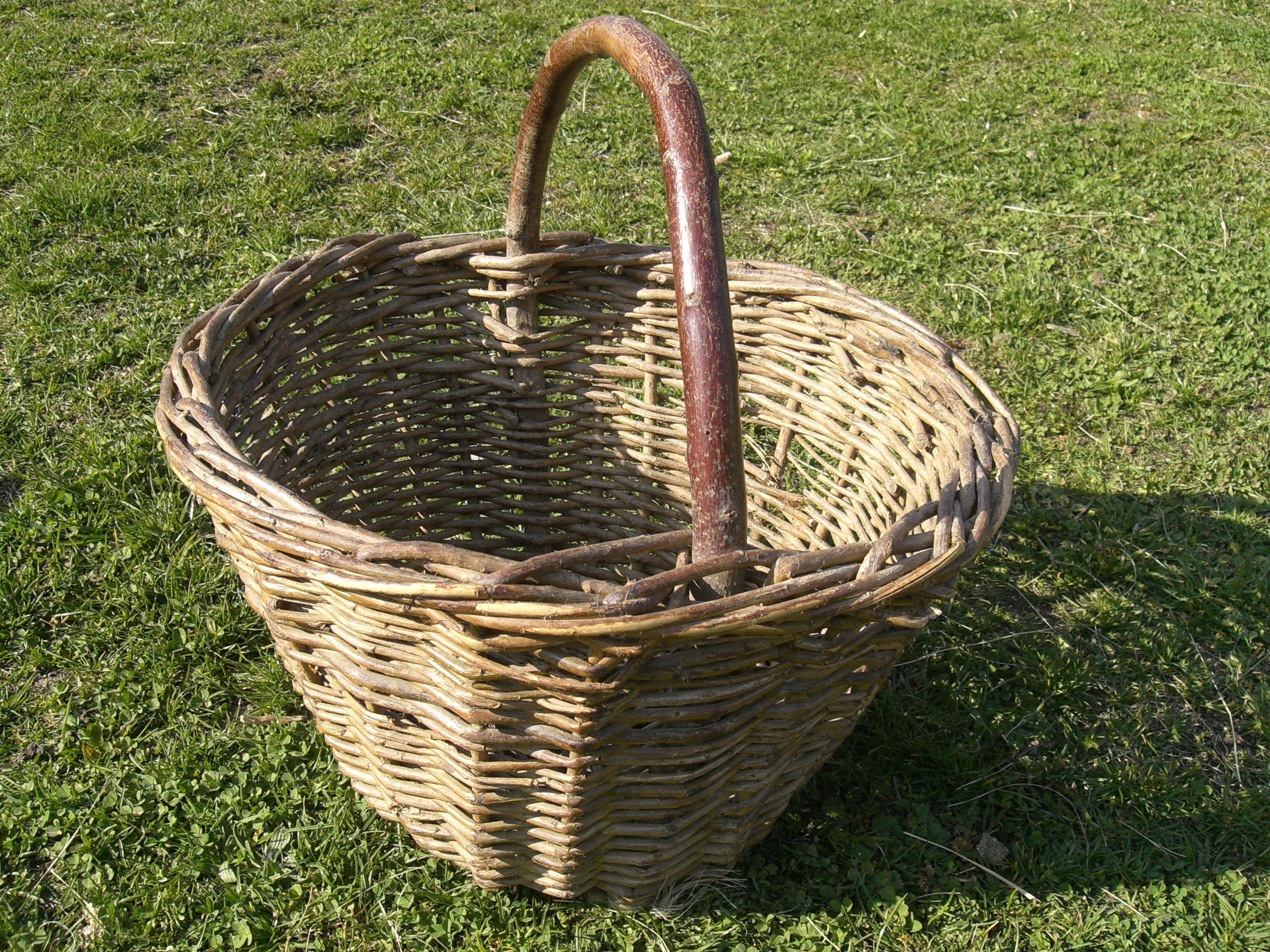
Кошик

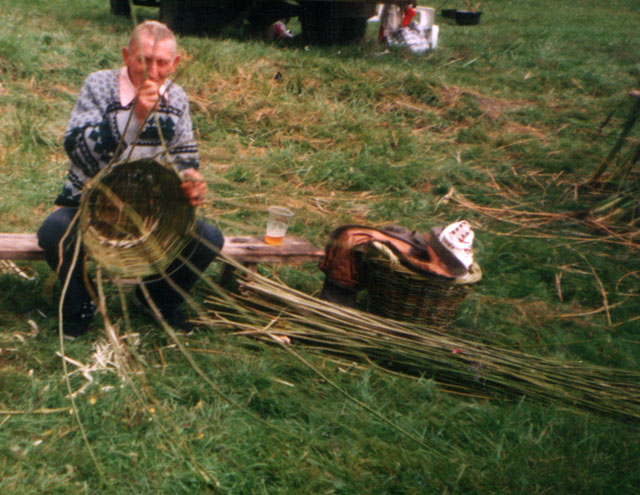
Плетіння кошика («кошулі») майстром с. Грабівка Куликівського району Чернігівської області

Ко́шик (від прасл. *košь) — ємність різного вигляду, сплетена з прутів, з стебел, соломи, кори, коріння та інших матеріалів.

## Назва
Слово кошик є зменшувальною формою від кіш, що походить від прасл. *košь (з ранішого *kosj-), і далі — від пра-і.є. *ku̯as-, звідки також лат. qualum («плетений кошик»). Не пов'язане з омонімічним кіш («табір», «курінь»), що має тюркську етимологію.
Зараз кошами називаються переважно великі кошики, маленькі кошики з бересту, лика також зовуть козубами, прямокутні коші відомі як короби (кошики з лубу чи дерева називалися коробками), берестяні — як берестя́нки. Великі солом'яні коші для зберігання зерна називалися соло́м'яники, кошелі. У деяких діалектах, зокрема в північній Чернігівщині для кошика з двома ручками вживаються назви кошуля або кашуля (не плутати з сорочкою) і верейка, на Волині — сапотка, на Запоріжжі — сапетка. Інші назви лозового кошика — корзина, плетінка, кошіль, діал. опа́лка, кобеля, кошівка.

## Загальний опис
Суцільні кошики іноді роблять з паперу, тканини тощо, вони відрізняються від коробки верхом, і бувають без кришок або з плоскими кришками, без обичайки. Зазвичай кошик — це народний виріб з бересту або вербової лози, рідше з тонкої дранки. Іноді трапляються металеві кошики.
У традиційному кошикарстві плетіння починають зі дна. Основу роблять з кількох складених зірчасто лозин, які обплітають тоншими прутиками, починаючи з центру. Для плетіння стінок у плетиво вставляють «снозики» — прути основи стінок, які загинають догори. Навколо них плетуть стінки, верхні кінці снозиків загинають горизонтально і виплітають край. Снозики можуть бути й дротяними: їх кріплять до кільця з товстої лозини, що утворює край, а нижні кінці кріплять до нижнього кільця, що є основою дна, або з'єднують внизу, виплітаючи дно як продовження стінок.
У сучасному сільському побуті переважно використовують плетені з лози з металевим каркасом, або плетені з алюмінієвого дроту чи капронових ниток з металевим каркасом. Вони надійніші і часто легші за традиційні з лози.
Великі закриті кошики колись широко використовували як вулики для бджіл (вони називалися сапетками).

## Галерея

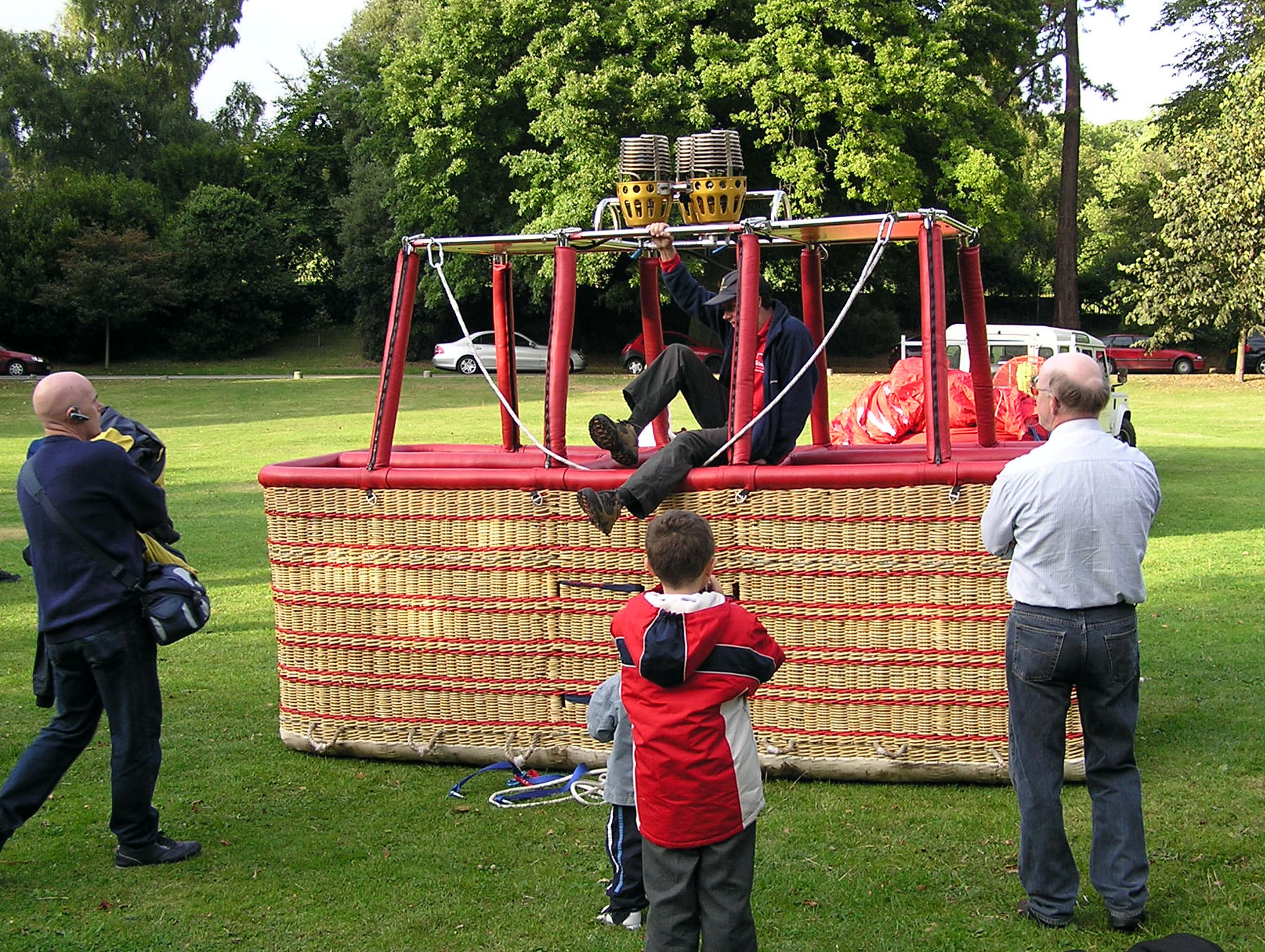
Плетений кошик для повітряної кулі, на 16 пасажирів
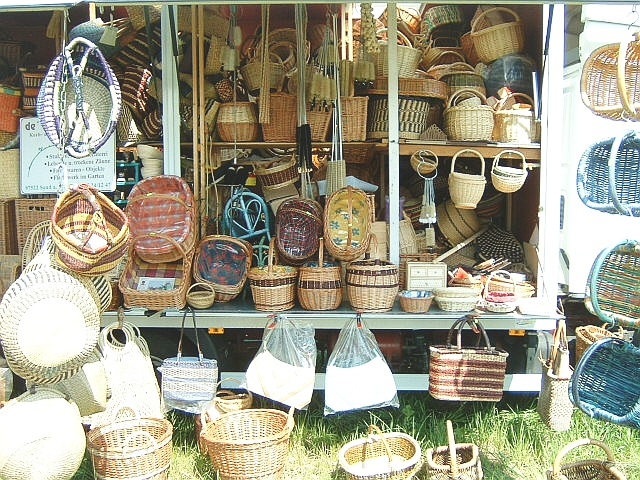
Торговий прилавок з кошиками,  Франкфурт, Німеччина
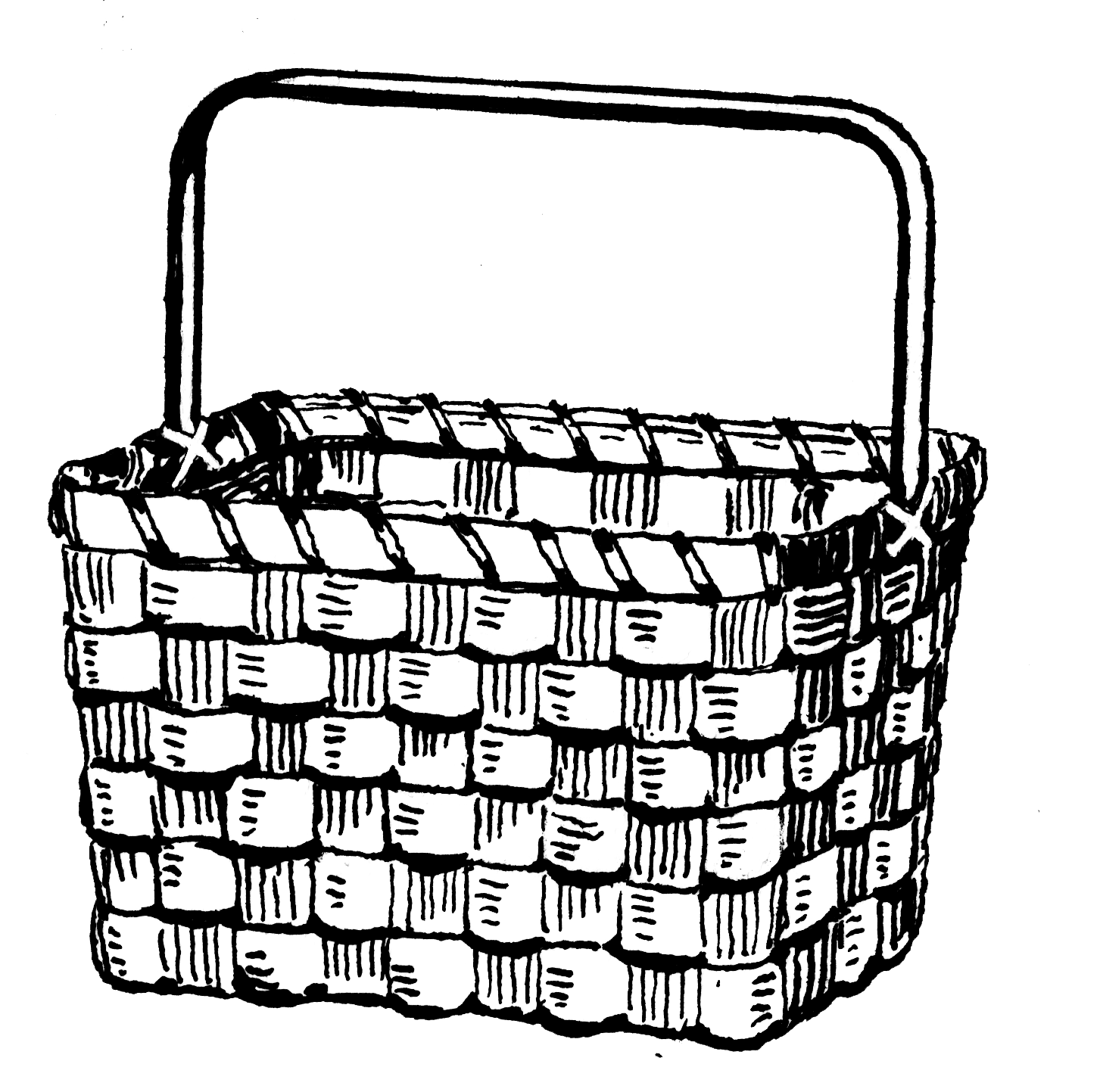
Глибокий ручний кошик
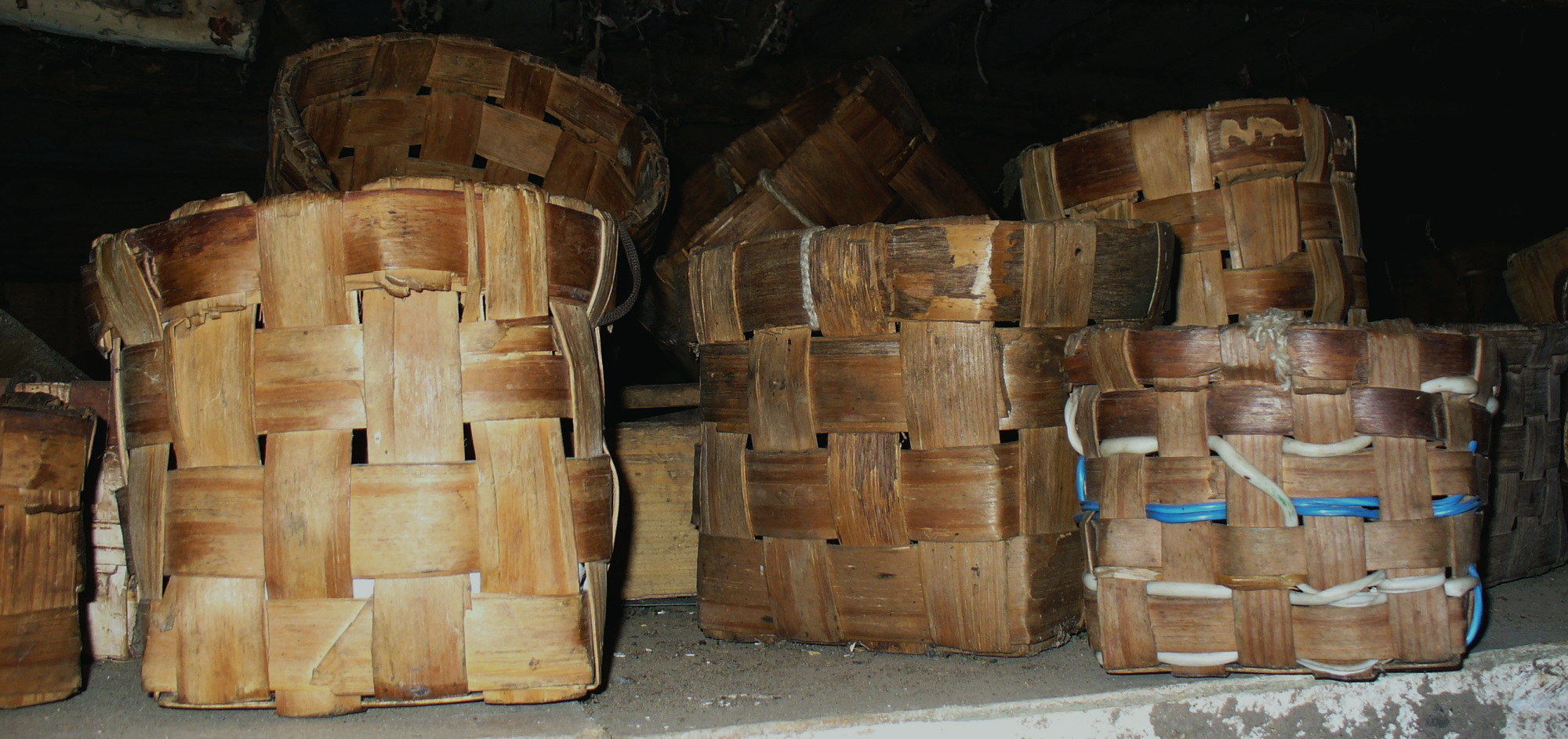
Кошики з ялинової драні. Вітебська область

## Цікаві факти
- Чоловіче ім'я Спиридон за походженням пов'язане з грец. σπυρίς (род. відм. σπυρίδος) — «вербовий кошик»[11].
- У давній Чехії для просіювання руди використовували кошик, сплетений з вербової лози[12].
- Баскетбол в українській мові колись називався «кошиківкою»[13][14] чи «кошівкою»[15].